# Parc national Cordillera Azul
Le parc national Cordillera Azul, ou parc de la Cordillère Bleue en français, est situé entre les Andes et la forêt amazonienne, entouré par les rivières Huallaga et Ucayali.
Il a été créé le 21 mai 2001 par le décret suprême no 031-2001-AG et possède une surface de 1 353 190,85 ha. Le parc est également reconnu zone importante pour la conservation des oiseaux.

## Biodiversité
Le parc possède une faune sylvestre très diversifiée.
Il a été inventorié la présence de 71 espèces de grands mammifères, 10 de primates, 516 espèces d'oiseaux, 82 espèces d'amphibiens et reptiles et 93 espèces de poissons.
Concernant la flore, environ 1 600 espèces de plantes ont été recensées. En outre, le nombre total est estimé entre 4 000 et 6 000 espèces.